# Roemenië op de Olympische Winterspelen 1964
Tijdens de Olympische Winterspelen van 1964, die in Innsbruck (Oostenrijk) werden gehouden, nam Roemenië voor de zevende keer deel.

## Deelnemers en resultaten

### Biatlon
| Olympiër            | Discipline | Resultaat | Prestatie                                   |
| ------------------- | ---------- | --------- | ------------------------------------------- |
| Vilmoș Gheorghe     | 20 km (m)  | 5e        | 1:26.18,0 (+5.51,2) pen.: 2 (0-1-0-1)       |
| Constantin Carabela | 20 km (m)  | 14e       | 1:30.59,0 (+10.32,2) pen.: 0 (0-0-0-0)      |
| Gheorghe Cimpoia    | 20 km (m)  | 27e       | 1:35.44,6 (+15.17,8) pen.: 3 (0-2-0-1)      |
| Nicolae Bărbășescu  | 20 km (m)  | dnf       | opgave schans: 0,0 (0,0+0,0+0,0 m) 15 km: 0 |

### Bobsleeën
| Olympiër                                                        | Discipline                | Resultaat | Prestatie                                               |
| --------------------------------------------------------------- | ------------------------- | --------- | ------------------------------------------------------- |
| Ion Panțuru Hariton Pașovschi                                   | 2-mansbob (m) Roemenië I  | 13e       | 4.29,10 (+7,20) (1.07,74 / 1.06,97 / 1.06,92 / 1.07,47) |
| Alexandru Oancea Constantin Cotacu                              | 2-mansbob (m) Roemenië II | 15e       | 4.30,25 (+8,35) (1.07,31 / 1.08,93 / 1.06,75 / 1.07,26) |
| Ion Panțuru Gheorghe Maftei Constantin Cotacu Hariton Pașovschi | 4-mansbob (m) Roemenië I  | 15e       | 4.19,80 (+5,34) (1.04,70 / 1.04,89 / 1.05,05 / 1.05,16) |

### Langlaufen
| Olympiër         | Discipline | Resultaat | Prestatie            |
| ---------------- | ---------- | --------- | -------------------- |
| Gheorghe Bădescu | 15 km (m)  | 39e       | 56.29,6 (+5.35,5)    |
| Gheorghe Bădescu | 30 km (m)  | 54e       | 1:46.54,5 (+16.03,8) |

### IJshockey
| Olympiër | Discipline | Resultaat | Prestatie |
| --- | ---------- | --------- | --- |
| Nicolae Andrei Anton Biro Anton Crișan Zoltan Czaka Ion Ferenz Iulian Florescu Andrei Ioanovici Ștefan Ionescu Alexandru Calamar Dan Mihăilescu Adalbert Naghi Eduard Pană Iosef Sofian Geza Szabo Iuliu Szabo Ion Țiriac Dezideriu Varga | mannen     | 12e       | kwalificatieronde: 2 - 7 Roemenië - Verenigde Staten B-groep (9e-16e plaats): 1 - 6 Roemenië - Polen 4 - 6 Roemenië - Japan 5 - 5 Roemenië - Joegoslavië 5 - 2 Roemenië - Oostenrijk 2 - 4 Roemenië - Noorwegen 6 - 2 Roemenië - Italië 8 - 3 Roemenië - Hongarije |

Argentinië · Australië · België · Bulgarije · Canada · Chili · Denemarken · Duits eenheidsteam · Finland · Frankrijk · Griekenland · Groot-Brittannië · Hongarije · IJsland · India · Iran · Italië · Japan · Joegoslavië · Libanon · Liechtenstein · Mongolië · Nederland ·  Noord-Korea · Noorwegen · Oostenrijk · Polen · Roemenië · Sovjet-Unie · Spanje · Tsjecho-Slowakije · Turkije · Verenigde Staten · Zuid-Korea · Zweden · Zwitserland